# Skin (série télévisée)
Pour les articles homonymes, voir Skin.
Skin est une série télévisée américaine en huit épisodes de 43 minutes créée par Jim Leonard dont trois épisodes ont été diffusés entre le 20 octobre 2003 et le 3 novembre 2003 sur le réseau Fox. Les cinq épisodes restants ont été diffusés en 2005 sur SOAPnet.
Cette série est inédite dans les pays francophones.

## Distribution
- Ron Silver : Larry Goldman
- Kevin Anderson (en) : Tom Roam
- Rachel Ticotin : Laura Roam
- Pamela Gidley : Barbara Goldman
- Olivia Wilde : Jewel Goldman
- D.J. Cotrona : Adam Roam
- D.W. Moffett : Skip Ziti
- Terry Maratos : Johnny Wong
- Hira Ambrosino : Reporter
- Cameron Richardson : Darlene
- Kathleen Garrett : Sandra Lockhart
- Josh Keaton : Owen
- Patty McCormack : Irene
- Gabriel Casseus : Billy
- Michelle Hurd : Détective Kimberly Banks
- Laura Leighton : Cynthia Peterson

## Fiche technique
- Producteurs exécutifs : Jim Leonard, Jerry Bruckheimer et Jonathan Littman
- Société de production : Warner Bros. Television, Jerry Bruckheimer Productions et Hoosier Karma Productions

## Épisodes
1. titre français inconnu (Pilot)
2. titre français inconnu (Secrets & Lies)
3. titre français inconnu (Endorsement)
4. titre français inconnu (Amber Synn)
5. titre français inconnu (Fidelity)
6. titre français inconnu (Blowback)
7. titre français inconnu (Family Values)
8. titre français inconnu (True Lies)

## Commentaires
- Dans le pilote, les Golden Girls invitées sont Asia Carrera, Jessica Drake, Monica Mayhem, Aurora Snow et Aria[1].
- L'actrice Ginger Lynn apparaît dans le 4e et 5e épisode.
- Le Torrance High School sert de décor.